# Toskanische Lira

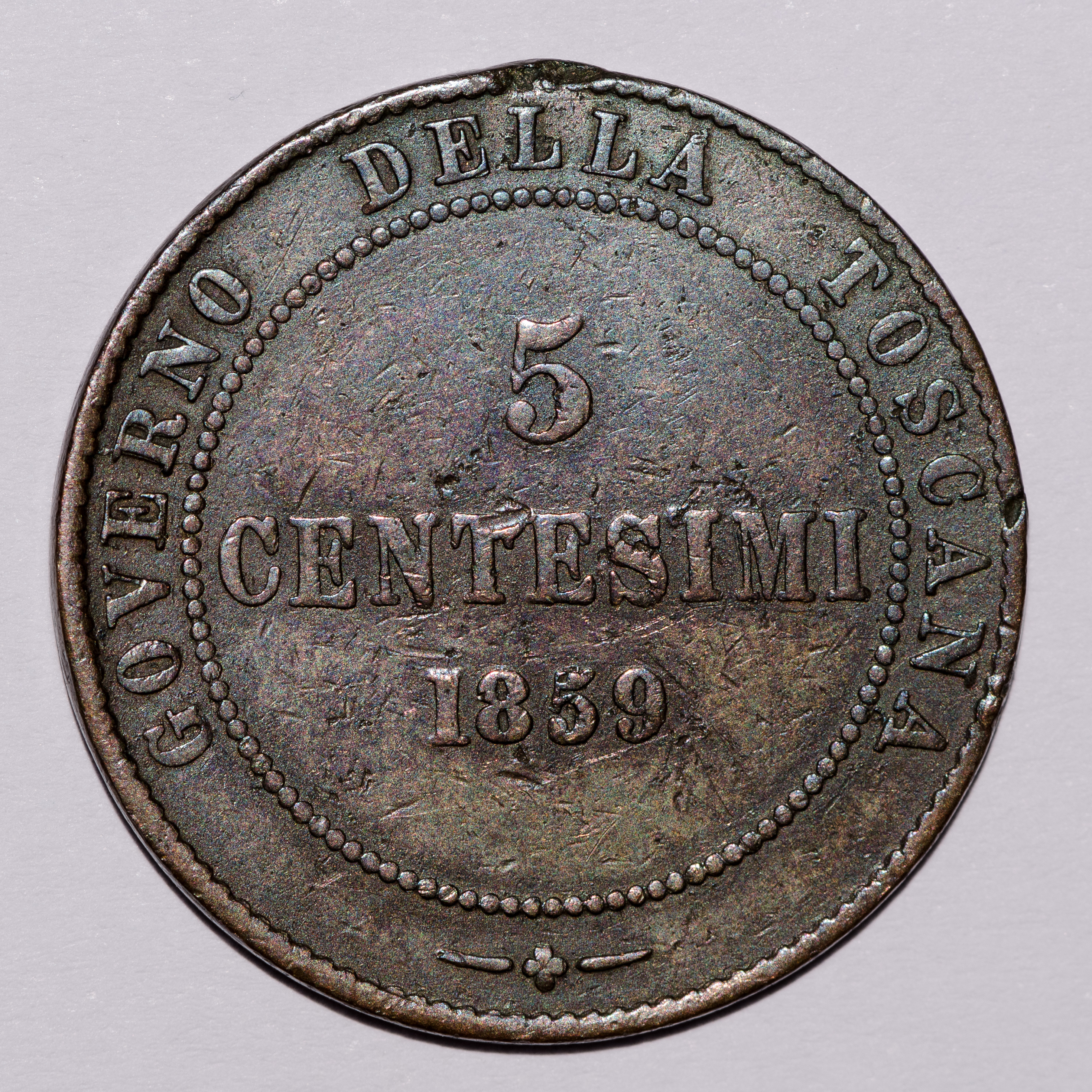
5 Centesimi Münze, Aufschrift: GOVERNO DELLA TOSCANA (1859)

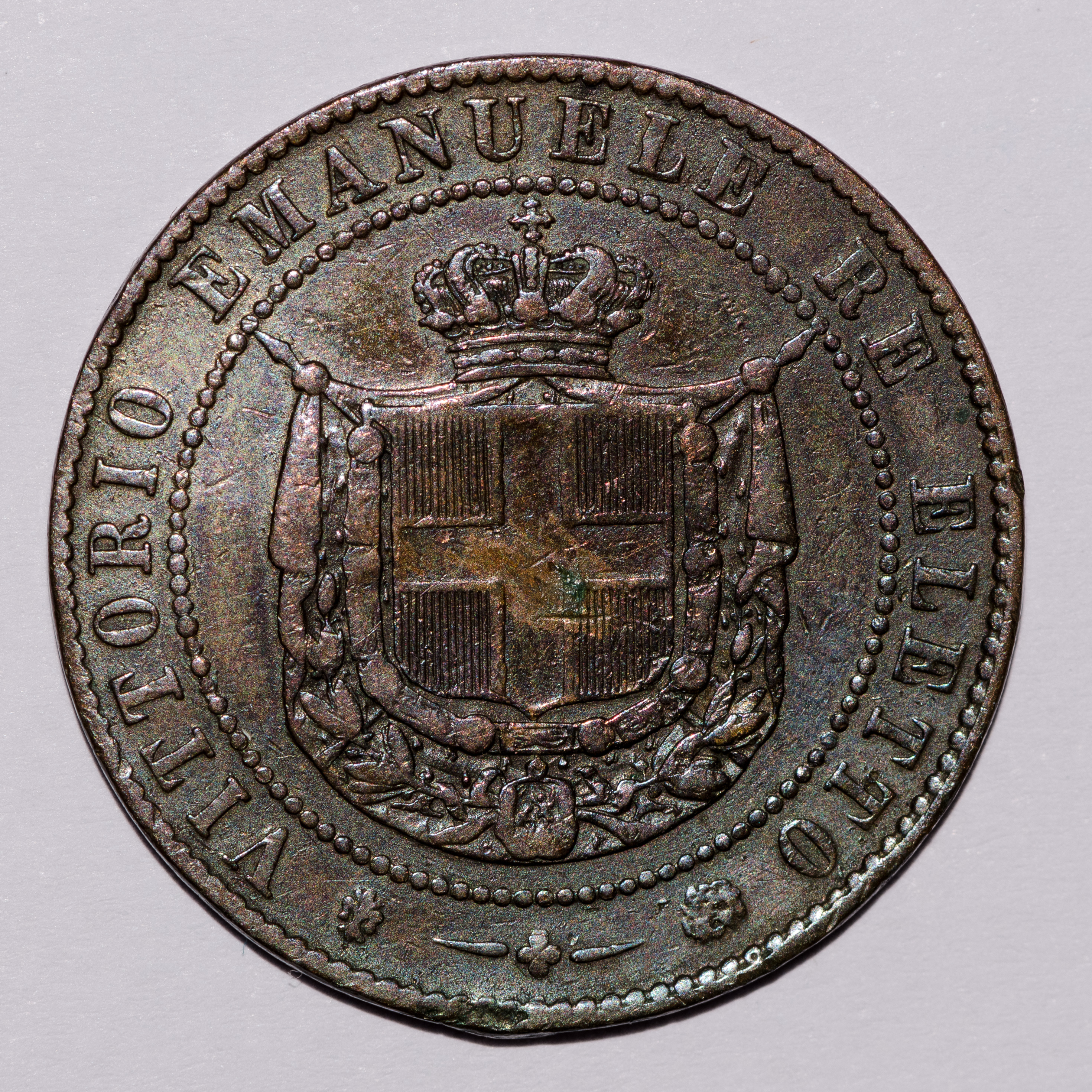
5 Centesimi Münze, Aufschrift: VITTORIO EMANUELE RE ELETOO

Die Toskanische Lira, auch als Lire toscane oder Lire fiorentine bezeichnet, war eine Währung und ein Zahlungsmittel im Großherzogtum Toskana. Sie war zunächst bis 1826 gültig und wurde 1847 erneuert.
Eine Lira wurde unterteilt in 20 Soldi oder 12 Denari, auch eine Teilung in 100 Centesimi war üblich.
Ab 1826 wurde als Ersatz für die Lira der Fiorino (Florin) eingeführt, er galt bis 1859. Ein Fiorino wurde in 100 Quattrini unterteilt. Bei der Neubewertung wurden 1 2/3 Lire einem Fiorino gleichgesetzt.
Trotz Eingliederung von Lucca in das toskanische Herzogtum 1847 blieb die Luccasche Lira (Lira di Lucca) im Umlauf. Sie entsprach 3/4 französischen Franken. Die Luccasche Lira wurde herausgegeben bis 1800 und erneut wieder zwischen 1826 und 1841.
Ab 1847 gab es wieder die toskanische Lira, die später von der Lira nuova, dem Wert des französischen Franken gleich, abgelöst wurde. Im Gesetz vom 26. Oktober 1846, erlassen von Karl Ludwig, Herzog von Lucca, und auch nach dem toskanischen Erlass vom 23. Dezember 1847 war festgelegt, dass 100 Toskanische Lire 112 Luccasche Lire entsprechen.